# Middle Bay Light
Das Middle Bay Light, auch bekannt als Middle Bay Lighthouse oder Mobile Bay Lighthouse, ist ein 1885 erbauter, historischer Leuchtturm in der Mobile Bay, vor der Küste des Bundesstaates Alabama der USA.

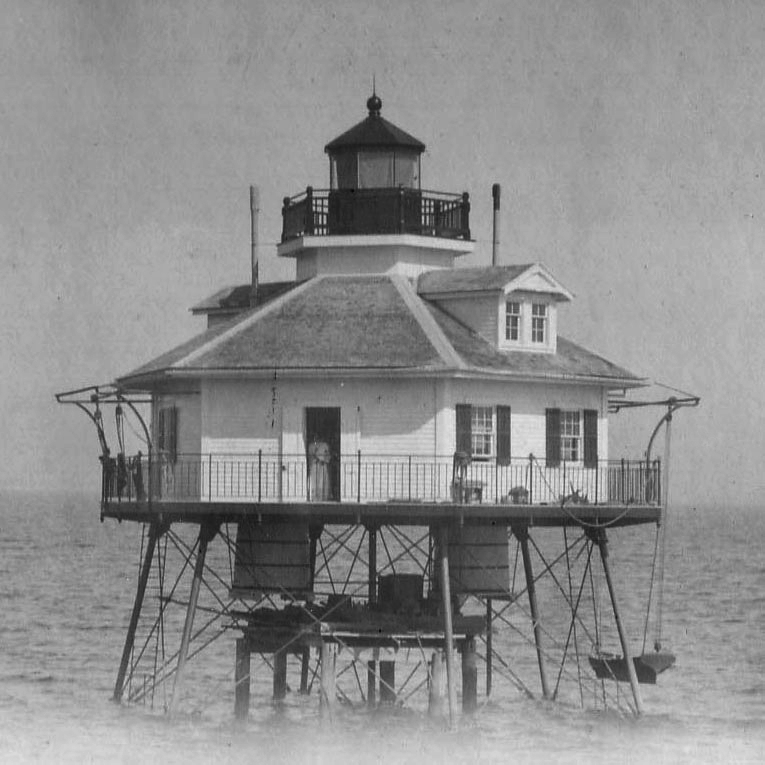
Middle Bay Light mit Leuchtturmaufsatz, ca. 1940, die im Türrahmen stehende Person ermöglicht einen Größenvergleich

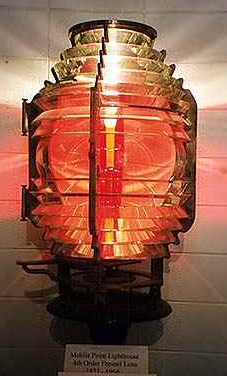
Originale Beleuchtungsoptik mit Fresnel-Linse des Middle Bay Light, 2016

Nach der Fertigstellung des Mobile Ship Channel wurden 1883 19.000 USD (entspricht 2018 ca. 475.000 USD) bewilligt, um einen Leuchtturm zur Markierung der Fahrrinne in der Mitte der Mobile Bay zu errichten. Der im Dezember 1885 fertiggestellte „Leuchtturm“ ist ein auf verspannten Stahlstelzen errichtetes eineinhalbstöckiges Holzgebäude mit sechseckigem Grundriss, dessen Durchmesser ca. 12 Meter beträgt. Das verwendete Lichtsignal war ein weißes Dauerlicht mit einem roten Lichtblitz alle 30 Sekunden und befand sich ca. 12 Meter über der Wasseroberfläche. Der ca. 8,5 km vom Festland entfernte Leuchtturm diente dem Leuchtturmwärter und seiner Familie als Wohnung. 1905 wurde das Lichtsystem renoviert und 1935 automatisiert. Seitdem ist der Leuchtturm unbewohnt. Durch bürgerschaftliches Engagement konnte 1967 der Abriss des Leuchtturms verhindert und eine Renovierung begonnen werden. Am 30. Dezember 1974 wurde das Middle Bay Light in das National Register of Historic Places (deutsch: „Nationales Verzeichnis historischer Stätten“) aufgenommen. 2003 wurde das Middle Bay Light vom Dauphin Island Sea Lab und dem Mobile Bay National Estuary Program um eine Echtzeit-Wetterstation ergänzt, deren Daten online abgerufen werden können.